# Nadja Kamer
Nadja Kamer (Svitto, 23 luglio 1986) è un'ex sciatrice alpina svizzera specialista delle prove veloci.
In seguito al matrimonio assunse anche il cognome del coniuge e per questo motivo nell'ultimo scorcio della sua carriera (stagioni 2014-2015) si registrò, nelle liste FIS, come Nadja Jnglin-Kamer.

## Biografia

### Stagioni 2002-2010
Nadja Kamer, attiva in gare FIS dal dicembre del 2001, in Coppa Europa esordì il 16 gennaio 2003 ad Adelboden in slalom speciale, senza completare la gara, e conquistò il primo podio il 22 gennaio 2004 a Innerkrems in discesa libera (2ª). L'esordio in Coppa del Mondo avvenne il 7 gennaio 2005 nella discesa libera di Santa Caterina Valfurva, nella quale giunse 36ª; due mesi dopo, il 10 marzo in Sierra Nevada, vinse la sua prima gara di Coppa Europa, ancora una discesa libera. Ottenne i primi punti in Coppa del Mondo con il 25º posto nel supergigante disputato a Cortina d'Ampezzo il 20 gennaio 2008.
Il 15 gennaio 2009 a Caspoggio colse in discesa libera la sua ultima vittoria, nonché ultimo podio, in Coppa Europa, mentre pochi giorni più tardi ottenne il primo piazzamento nelle prime dieci in Coppa del Mondo, con la 6ª piazza nel supergigante di Cortina d'Ampezzo del 26 gennaio. Un anno dopo, il 9 gennaio 2010, ottenne il primo podio in Coppa del Mondo con il 2º posto nella discesa libera di Haus dietro alla statunitense Lindsey Vonn e davanti alla francese Ingrid Jacquemod. In seguito disputò i suoi unici Giochi olimpici invernali, Vancouver 2010, nei quali si classificò 19ª nella discesa libera e non completò il supergigante e la combinata.

### Stagioni 2011-2015
Nel 2011 debuttò ai Campionati mondiali: nella rassegna iridata di Garmisch-Partenkirchen fu 14ª nella discesa libera e 13ª nel supergigante. Due stagioni dopo ottenne il suo ultimo podio di carriera in Coppa del Mondo, il 3º posto nella discesa libera di Val-d'Isère del 14 dicembre 2012, e partecipò ai Mondiali di Schladming 2013, dove si piazzò 4ª nella discesa libera e non completò la supercombinata.
Ai Mondiali di Vail/Beaver Creek 2015, sua ultima presenza iridata, si classificò 7ª nella discesa libera. Annunciò il suo ritiro dalle competizioni al termine di quella stessa stagione; la sua ultima gara di Coppa del Mondo fu la discesa libera di Garmisch-Partenkirchen del 7 marzo, che chiuse al 23º posto, e la sua ultima gara in carriera fu la combinata dei Campionati svizzeri 2015, a Sankt Moritz il 27 marzo, che non completò.

## Palmarès

### Coppa del Mondo
- Miglior piazzamento in classifica generale: 17ª nel 2010
- 5 podi (tutti in discesa libera):
  - 3 secondi posti
  - 2 terzi posti

#### Coppa del Mondo - gare a squadre
- 1 podio:
  - 1 secondo posto

### Coppa Europa
- Miglior piazzamento in classifica generale: 2ª nel 2009
- 11 podi:
  - 5 vittorie
  - 4 secondi posti
  - 2 terzi posti

#### Coppa Europa - vittorie
| Data             | Località              | Paese    | Specialità |
| ---------------- | --------------------- | -------- | ---------- |
| 10 marzo 2004    | Sierra Nevada         | Spagna   | DH         |
| 23 gennaio 2008  | Sankt Moritz          | Svizzera | DH         |
| 29 novembre 2008 | Lillehammer Kvitfjell | Norvegia | SG         |
| 12 gennaio 2009  | Caspoggio             | Italia   | SC         |
| 15 gennaio 2009  | Caspoggio             | Italia   | DH         |

Legenda:

DH = discesa libera

SG = supergigante

SC = supercombinata

#### Coppa Europa - gare a squadre
- 1 podio:
  - 1 vittoria

### South American Cup
- Miglior piazzamento in classifica generale: 35ª nel 2014
- 1 podio:
  - 1 secondo posto

### Campionati svizzeri
- 10 medaglie[2]:
  - 6 ori (supergigante, supercombinata nel 2007; discesa libera, slalom gigante, supercombinata nel 2010; supergigante nel 2014)
  - 2 argenti (supergigante nel 2009; discesa libera nel 2014)
  - 2 bronzi (supergigante, slalom gigante nel 2004)